# Haría
Haría ist eine der sieben Gemeinden der zu Spanien gehörenden Kanareninsel Lanzarote. Ihre gleichnamige Hauptstadt befindet sich im Tal der 1000 Palmen (spanisch Valle de las mil palmeras), dem fruchtbarsten Teil der Insel.

## Geschichte
Wie auch andere Orte Lanzarotes war Haría häufig Invasionen und Piratenangriffen ausgesetzt. Bei einem Überfall im Jahr 1586 wurden nahezu alle Palmen niedergebrannt. 
Die klassizistischen Bauten an der Plaza de la Constitución stammen aus dem 19. Jahrhundert, als Haría vorübergehend Sitz einer verfassunggebenden Versammlung war. Ab den 1950er-Jahren litt der Ort unter Landflucht. Während der Franco-Diktatur verließen viele Menschen Haría Richtung Südamerika. Einige der damals verlassenen Häuser stehen bis heute leer.
Eine Sage erzählt, dass immer, wenn in Haría ein Mädchen geboren wurde, eine Palme gepflanzt wurde, bei der Geburt eines Jungen zwei.

## Ortsbild

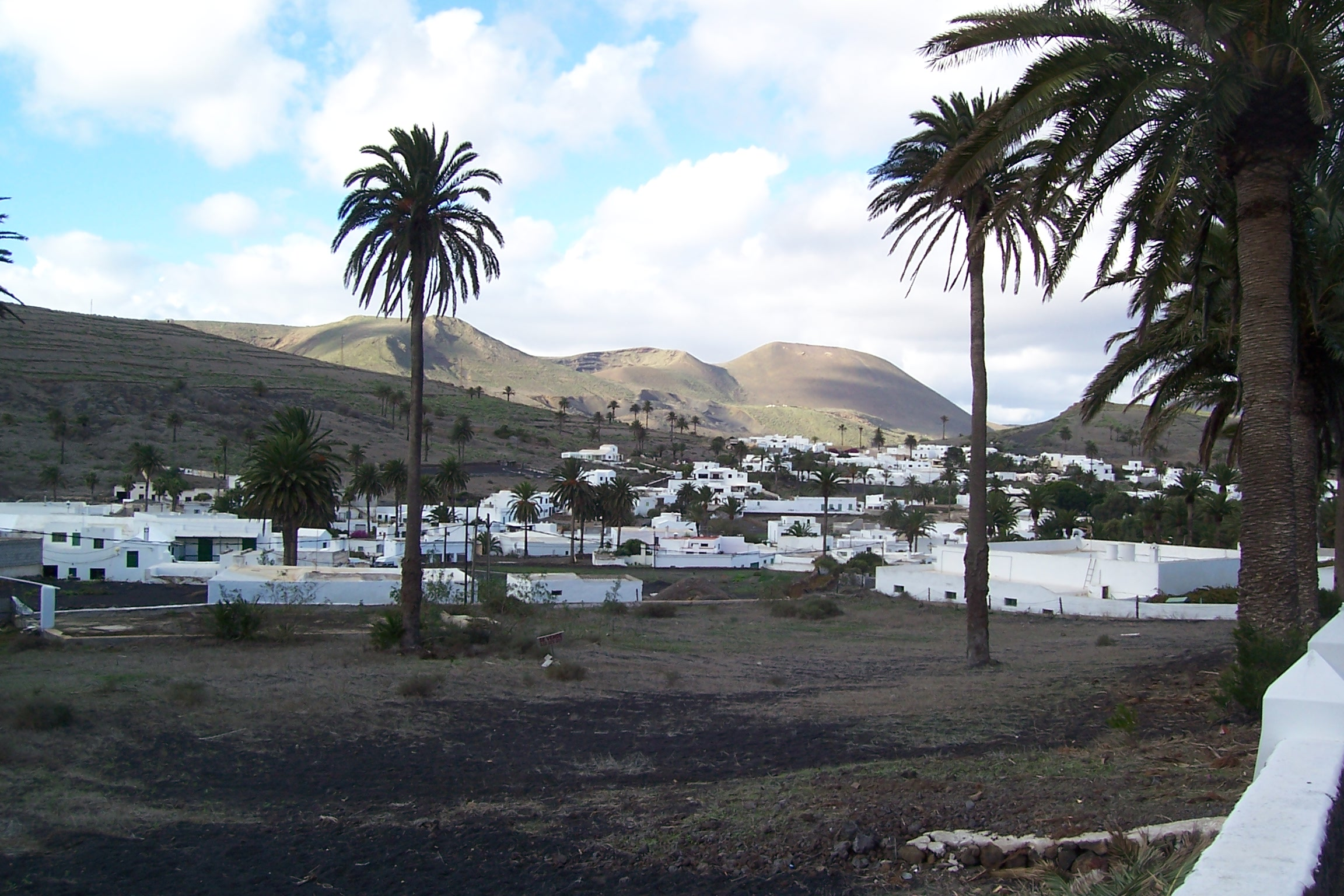
Blick auf Haría

Mittelpunkt des Ortes Haría ist die langgestreckte, schattige Plaza León y Castillo mit ihren Chinesischen Feigen- und Eukalyptusbäumen. Hier findet wöchentlich ein Bauern- und Handwerkermarkt statt. Am östlichen Ende des Platzes steht die Pfarrkirche Nuestra Señora de la Encarnación, die 1956 nach schweren Sturmschäden durch einen modernen Neubau ersetzt wurde. Nahe der Plaza de la Constitución befindet sich das Handwerkszentrum Taller Municipal de Artesania. Hier werden nach alter Tradition Stickereien, Körbe aus Palmblättern und Umhänge hergestellt.
Vor dem Johannistag (spanisch Día de San Juan) werden aus Mangel an Blüten und Blättern von den Einheimischen bunte Salzteppiche auf die Straßen gelegt. Am nächsten Tag zerstört eine Prozession mit dem heiligen Juan diese Salzbilder.
Auf dem Friedhof von Haría liegt das Grab des Künstlers und Naturschützers der Insel, César Manrique, der 1988 dort in ein von ihm wieder aufgebautes Bauernhaus zog, und am 25. September 1992 im Alter von 73 Jahren durch einen Autounfall ums Leben kam. Das Haus mit dem ehemaligen Atelier ist für die Öffentlichkeit als Museum zugänglich (Casa-Museo César Manrique). 
2003 wurde die Dorfmitte als Kulturgut von besonderem Interesse (Bien de Interés Cultural – BIC) unter Schutz gestellt, womit ein Bestandsschutz gewährleistet war. Nach 15 Jahren lief dieser Schutz Anfang 2018 ab und wurde durch die Inselregierung nicht fristgerecht neu beantragt.
Die Hänge um das Dorf sind alle terrassiert, werden aber nur noch selten ackerbaulich genutzt. Felder im Tal sind mit Steinmulch aus Lapilli bedeckt, um die Verdunstung zu verringern.

## Touristisches
Haría ist Ausgangspunkt für Wanderungen in die umliegenden Täler. Von der Plaza führt ein ausgewiesener Wanderweg durch das Valle de Malpaso zum Mirador del Bosquecillo im Famara-Gebirge hinauf. Für den Hin- und Rückweg sollten drei Stunden eingeplant werden. Darüber hinaus kann auf einer Etappe des Camino Natural (GR 131) nach Teguise gewandert werden. Beide Orte sind von der Hauptstadt Arrecife mit einer Buslinie erreichbar.

## Orte der Gemeinde
Die Bevölkerungszahlen in Klammern (Stand: 1. Januar 2011):
- Arrieta (1003 Einwohner)
- Charco del Palo (204 Einwohner)
- Guinate (36 Einwohner)
- Haría (1135 Einwohner)
- Máguez (619 Einwohner)
- Mala (525 Einwohner)
- Órzola (288 Einwohner)
- Punta Mujeres (1153 Einwohner)
- Tabayesco (127 Einwohner)
- Yé (113 Einwohner)

## Bilder

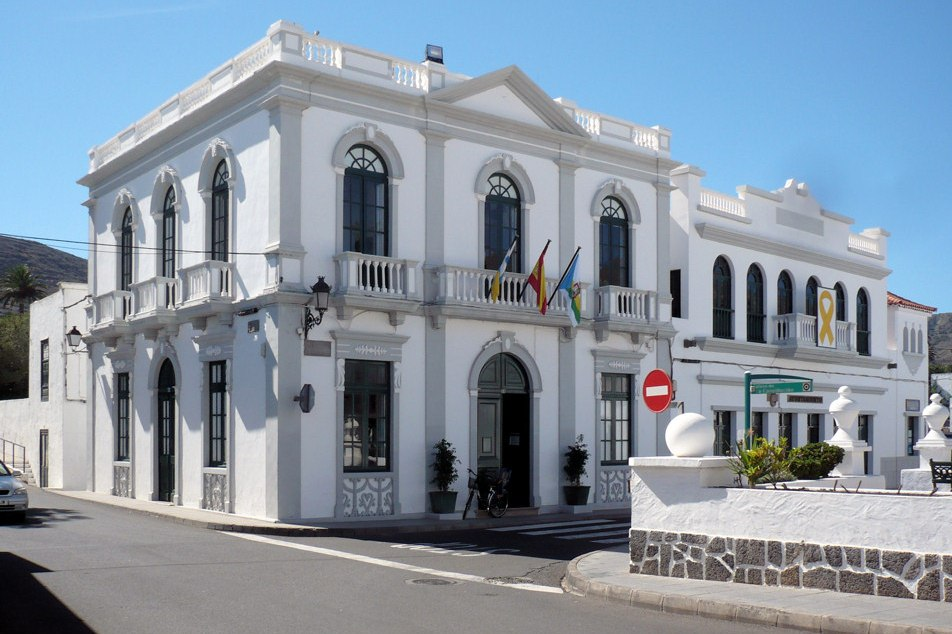
Rathaus der Gemeinde Haría
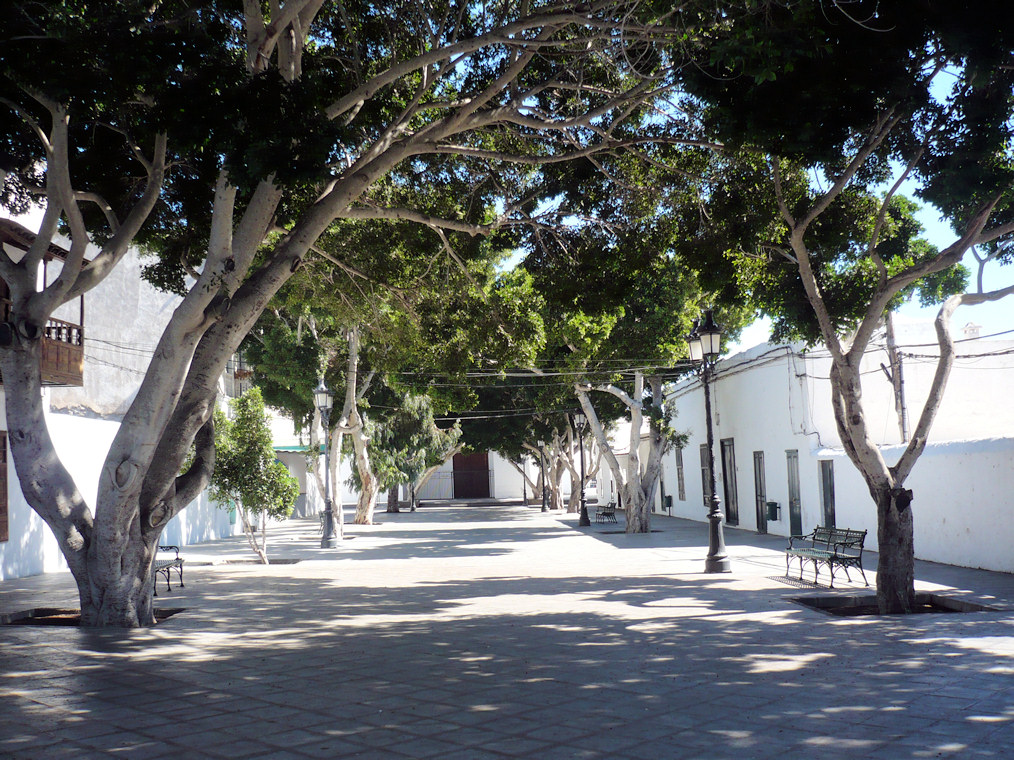
Plaza León y Castillo
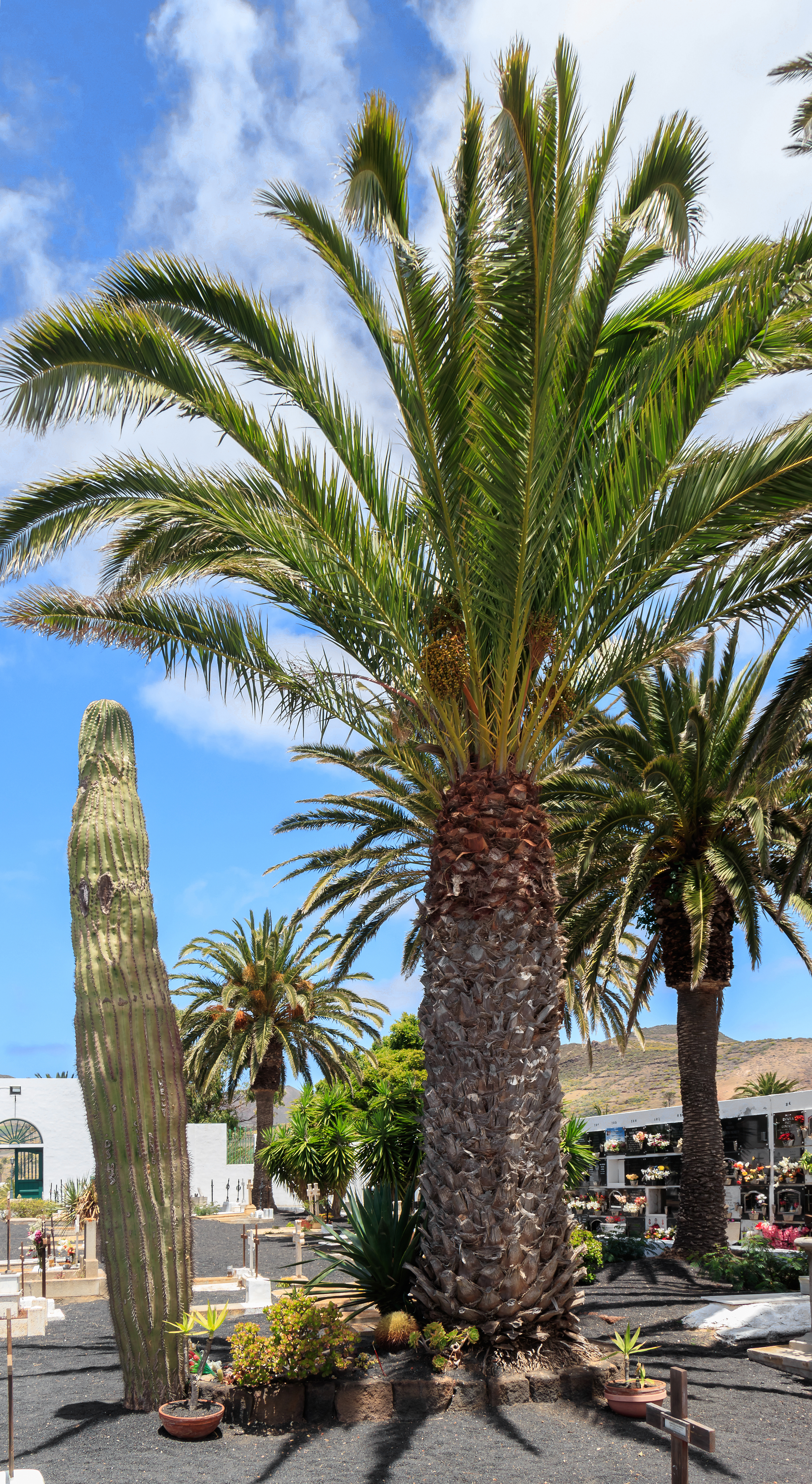
Grab Manriques auf dem Friedhof von Haría
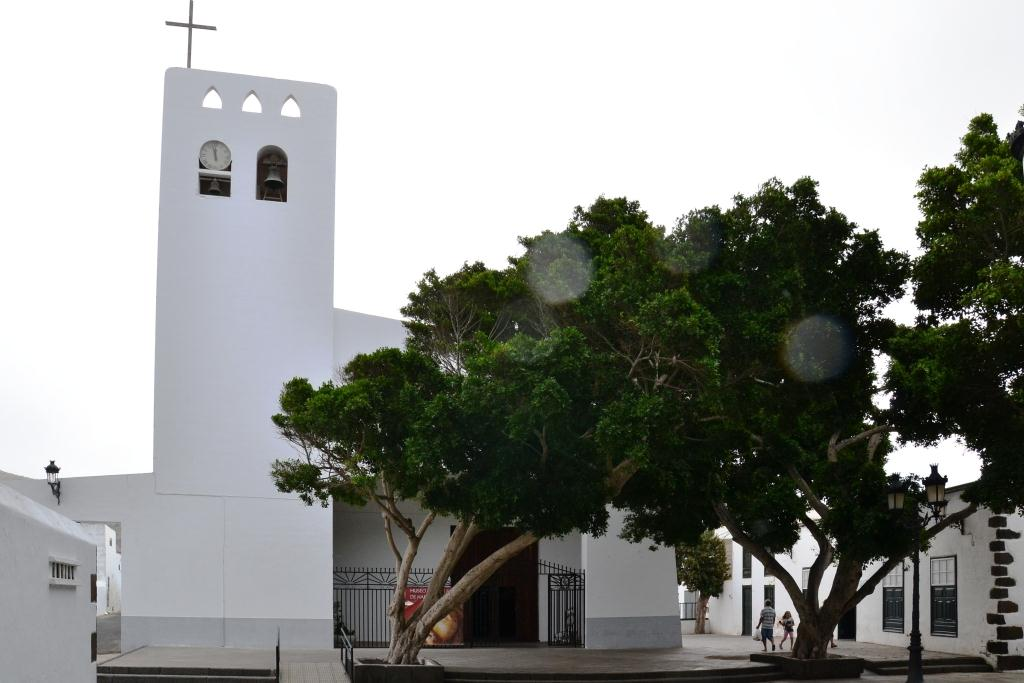
Iglesia de Nuestra Señora de la Encarnación
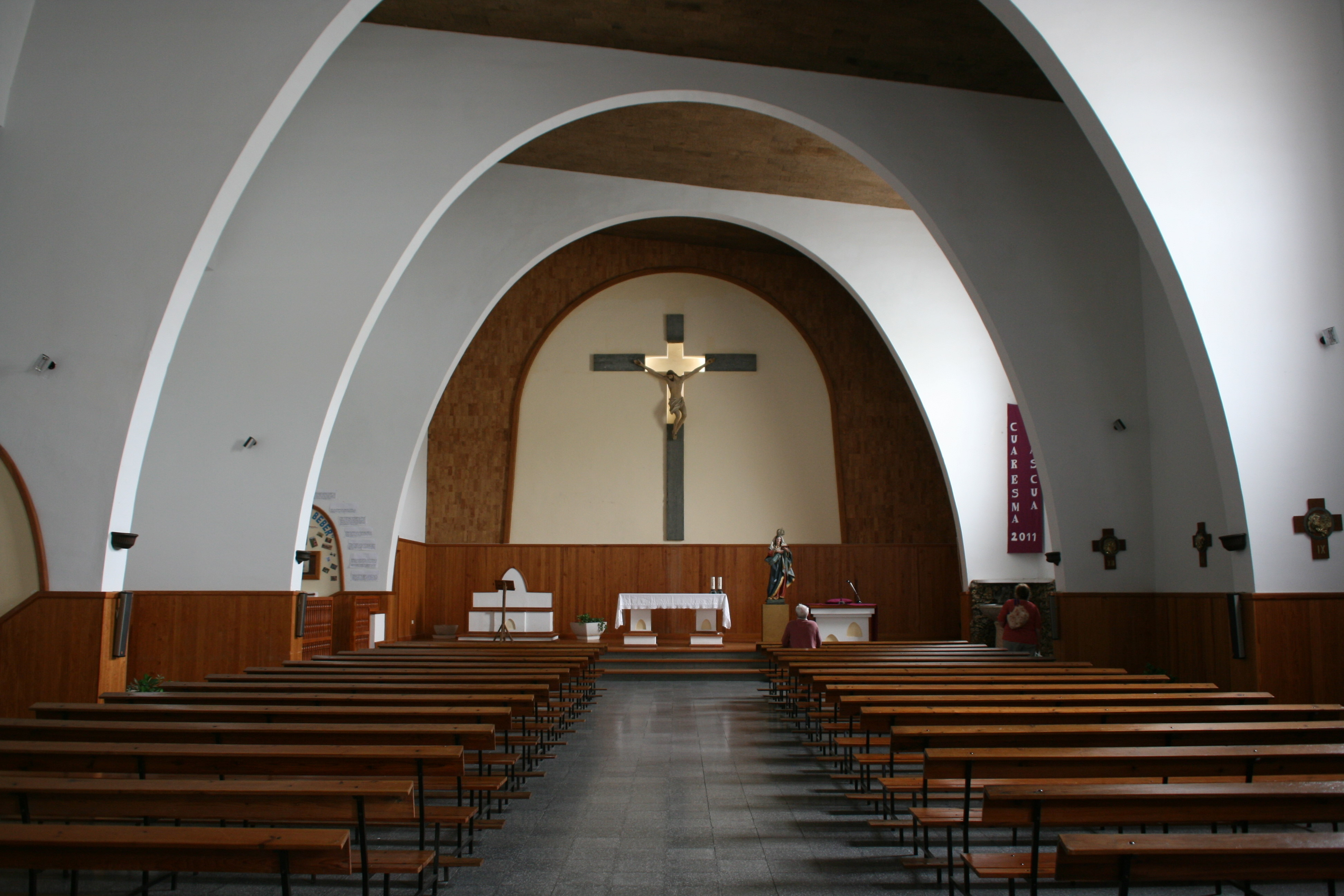
Iglesia de Nuestra Señora de la Encarnación (innen)
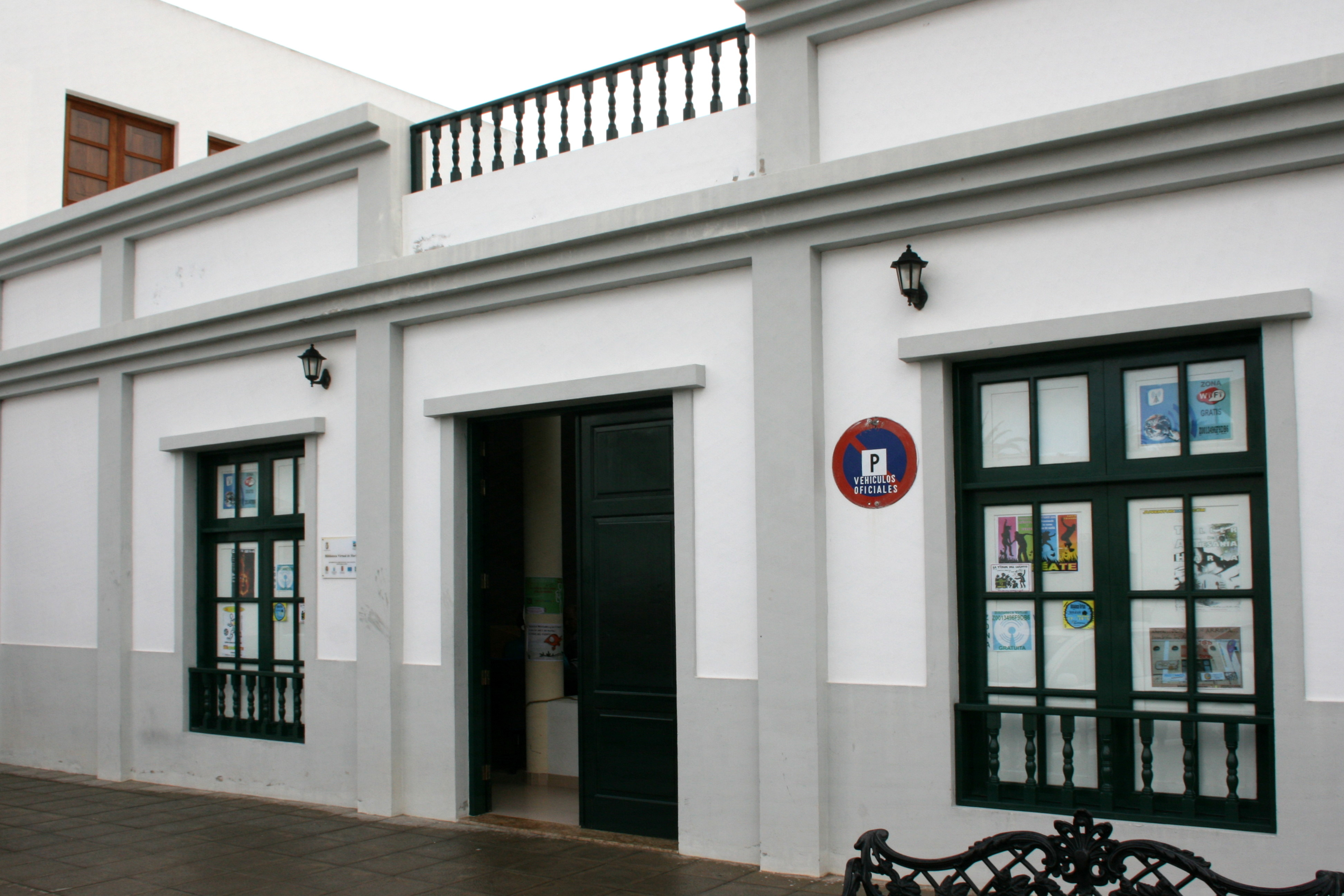
Bibliothek in der Calle le Longuera